# Espurio Servilio Estructo (tribuno consular 368 a. C.)
Espurio Servilio Estructo (en latín Spurius Servilius Structus) STRUCTUS, era un cognomen en la gens Servilia, casi siempre conectado con la familia de los Ahala o de los Prisco, en las que se les da a conocer como Structi. 
El único Structus que se menciona en la historia romana con ese solo cognomen, es SP. Servilius Structus, que fue tribuno consular en el año 368 a. C..